# Washington Fernando Araújo
Washington Fernando Araújo Recarey (Montevideo, Uruguay, 23 de febrero de 1972) es un exfutbolista y entrenador uruguayo. Actualmente dirige al Juticalpa F.C. de la Liga Nacional de Honduras.

## Trayectoria

### Como jugador
Como jugador, Araújo se desempeñaba como defensa. Comenzó su carrera profesional en 1990 vistiendo los colores de Rampla Juniors, club con el que tuvo dos pasos (1990-1998 y 1999-2000). También pasó por Almirante Brown de Argentina (1998-1999), El Tanque Sisley (2000-2002), Hapoel Be'er Sheva de Israel (2002-2003), Deportivo Colonia (2003) y finalmente La Luz (2004-2008).

### Como entrenador
El 8 de noviembre de 2011, la directiva de Rampla Juniors lo nombró como director técnico para el resto del Torneo Apertura 2011, en sustitución de Eduardo del Capellán. Cuatro días más tarde, el 12 de noviembre, le tocó debutar contra Nacional, en un encuentro que concluyó con derrota de 0-2. El 20 de noviembre, durante la siguiente fecha, en un encuentro contra Rentistas, Araújo consiguió su primera victoria al mando de los ramplenses, con un imponente 4-0. Finalizado el torneo, la directiva confió en Araújo y le extendió el contrato por seis meses. Finalmente, el 3 de mayo de 2012, luego de trece juegos dirigidos, Araújo fue despedido de su cargo y sustituido por Eduardo Favaro.
El 18 de octubre de 2016, fue nuevamente nombrado como director técnico de Rampla Juniors. El 24 de octubre, debutó con una victoria de 1-0 contra Peñarol. En su segunda etapa al frente de los picapiedras, Araújo dirigió dieciocho encuentros, de los cuales obtuvo cinco victorias, cinco empates y ocho derrotas. El 17 de abril de 2017, dejó de ser técnico ramplense. 
El 21 de julio de 2018, fue anunciado como director técnico de Real Estelí de la Primera División de Nicaragua. Su paso por el club centroamericano arrojó las siguientes estadísticas: 18 juegos dirigidos, 10 ganados, 6 empatados y 2 perdidos. Sin embargo, tras no conseguir el objetivo de ganar el título, perdiéndolo en la final ante Managua, no continuó al frente del club. 
El 20 de junio de 2019, el Club Deportivo y Social Vida de la Liga Nacional de Honduras anunció su contratación por un año, en relevo de Héctor Castellón.

## Clubes

### Como jugador
| Club               | País      | Año         |
| ------------------ | --------- | ----------- |
| Rampla Juniors     | Uruguay   | 1990 - 1998 |
| Almirante Brown    | Argentina | 1998 - 1999 |
| Rampla Juniors     | Uruguay   | 1999 - 2000 |
| El Tanque Sisley   | Uruguay   | 2000 - 2002 |
| Hapoel Be'er Sheva | Israel    | 2002 - 2003 |
| Deportivo Colonia  | Uruguay   | 2003        |
| La Luz             | Uruguay   | 2004 - 2008 |

### Como entrenador
| Club              | País      | Año         |
| ----------------- | --------- | ----------- |
| Rampla Juniors    | Uruguay   | 2011 - 2012 |
| Rampla Juniors    | Uruguay   | 2016 - 2017 |
| Real Estelí       | Nicaragua | 2018        |
| Vida              | Honduras  | 2019 - 2020 |
| Honduras Progreso | Honduras  | 2021        |
| Victoria          | Honduras  | 2022        |
| Platense          | Honduras  | 2023        |
| Juticalpa F.C.    | Honduras  | 2024-Act.   |

## Estadísticas como entrenador
Estadísticas actualizadas a la fecha: 15 de junio de 2024 
| Rampla Juniors · Uruguay   | Apertura 2011            | 4   | 2  | 0  | 2  | -- | -- | -- | -- | -- | -- | -- | -- | 4   | 2  | 0  | 2  | 6   | 6   | 0   | 50    |
| Rampla Juniors · Uruguay   | Clausura 2012            | 9   | 3  | 1  | 5  | -- | -- | -- | -- | -- | -- | -- | -- | 9   | 3  | 1  | 5  | 12  | 18  | -6  | 37.04 |
| Rampla Juniors · Uruguay   | Total                    | 13  | 5  | 1  | 7  | -- | -- | -- | -- | -- | -- | -- | -- | 13  | 5  | 1  | 7  | 18  | 24  | -6  | 41.03 |
| Rampla Juniors · Uruguay   | Campeonato Uruguayo 2016 | 7   | 2  | 2  | 3  | -- | -- | -- | -- | -- | -- | -- | -- | 7   | 2  | 2  | 3  | 3   | 6   | -3  | 38.1  |
| Rampla Juniors · Uruguay   | Campeonato Uruguayo 2017 | 11  | 3  | 3  | 5  | -- | -- | -- | -- | -- | -- | -- | -- | 11  | 3  | 3  | 5  | 12  | 17  | -5  | 36.36 |
| Rampla Juniors · Uruguay   | Total                    | 18  | 5  | 5  | 8  | -- | -- | -- | -- | -- | -- | -- | -- | 18  | 5  | 5  | 8  | 15  | 23  | -8  | 37.04 |
| Real Estelí · Nicaragua    | Apertura 2018            | 18  | 10 | 6  | 2  | -- | -- | -- | -- | -- | -- | -- | -- | 18  | 10 | 6  | 2  | 33  | 12  | +21 | 66.67 |
| Real Estelí · Nicaragua    | Total                    | 18  | 10 | 6  | 2  | -- | -- | -- | -- | -- | -- | -- | -- | 18  | 10 | 6  | 2  | 33  | 12  | +21 | 66.67 |
| Vida Honduras              | Apertura 2019            | 22  | 8  | 5  | 9  | -- | -- | -- | -- | -- | -- | -- | -- | 22  | 8  | 5  | 9  | 31  | 35  | -4  | 43.94 |
| Vida Honduras              | Clausura 2020            | 12  | 3  | 8  | 1  | -- | -- | -- | -- | -- | -- | -- | -- | 12  | 3  | 8  | 1  | 13  | 10  | +3  | 47.22 |
| Vida Honduras              | Total                    | 34  | 11 | 13 | 10 | -- | -- | -- | -- | -- | -- | -- | -- | 34  | 11 | 13 | 10 | 44  | 45  | -1  | 45.1  |
| Honduras Progreso Honduras | Clausura 2021            | 18  | 4  | 7  | 7  | -- | -- | -- | -- | -- | -- | -- | -- | 18  | 4  | 7  | 7  | 26  | 35  | -9  | 35.19 |
| Honduras Progreso Honduras | Total                    | 18  | 4  | 7  | 7  | -- | -- | -- | -- | -- | -- | -- | -- | 18  | 4  | 7  | 7  | 26  | 35  | -9  | 35.19 |
| Victoria Honduras          | Apertura 2022            | 13  | 4  | 3  | 6  | -- | -- | -- | -- | -- | -- | -- | -- | 13  | 4  | 3  | 6  | 17  | 20  | -3  | 38.46 |
| Victoria Honduras          | Total                    | 13  | 4  | 3  | 6  | -- | -- | -- | -- | -- | -- | -- | -- | 13  | 4  | 3  | 6  | 17  | 20  | -3  | 38.46 |
| Platense Honduras          | Apertura 2023            | 10  | 3  | 3  | 4  | -- | -- | -- | -- | -- | -- | -- | -- | 10  | 3  | 3  | 4  | 10  | 10  | 0   | 40    |
| Platense Honduras          | Total                    | 10  | 3  | 3  | 4  | -- | -- | -- | -- | -- | -- | -- | -- | 10  | 3  | 3  | 4  | 10  | 10  | 0   | 40    |
| Juticalpa Honduras         | Clausura 2024            | 6   | 3  | 2  | 1  | -- | -- | -- | -- | -- | -- | -- | -- | 6   | 3  | 2  | 1  | 8   | 4   | 4   | 61.11 |
| Juticalpa Honduras         | Total                    | 6   | 3  | 2  | 1  | -- | -- | -- | -- | -- | -- | -- | -- | 6   | 3  | 2  | 1  | 8   | 4   | 4   | 61.11 |
| Total de su carrera        | Total de su carrera      | 130 | 45 | 40 | 45 | 0  | 0  | 0  | 0  | 0  | 0  | 0  | 0  | 130 | 45 | 40 | 45 | 171 | 173 | -2  | 44.87 |

## Palmarés

### Como jugador

#### Campeonatos nacionales
| Título                       | Club           | País    | Año  |
| ---------------------------- | -------------- | ------- | ---- |
| Segunda División Profesional | Rampla Juniors | Uruguay | 1992 |

### Como entrenador

#### Campeonatos nacionales
| Título                      | Club      | País     | Año  |
| --------------------------- | --------- | -------- | ---- |
| Liga de Ascenso de Honduras | Juticalpa | Honduras | 2024 |